# Salamon József (orvos)
Salamon József (Abafája, Maros-Torda megye, 1831 – Kolozsvár, 1896. szeptember 20.) gyakorló orvos és Kolozsvár tiszteleti főorvosa. 

## Élete
Középiskolai tanulmányait a kolozsvári piarista gimnáziumban végezte és a szabadságharc után a pesti egyetem orvoshallgatója volt. Az 1860-as években hosszabb ideig a kolozsvári Karolina Kórháznál asszisztens volt; később a kolozsvári volt orvos-sebészi tanintézetnél, azután pedig a jogakadémiánál tartott mint helyettes tanár előadásokat a törvényszéki orvostanból és közegészségtanból; később a keleti vasút alkalmazottainak is. A sebészeti kórház és a kórbonczolatok vezetője, végül a kolozsvári országos nemzeti színház rendes orvosa, a római katolikus egyházközség iskolaszéki tagja, az iparos ifjak önképző- és betegsegélyző-egylete és a tornaintézet orvosa és ugyanott a tornatanár-vizsgálóbizottság tagja volt. 
Cikke a kolozsvári Orvos-természettudományi Értesítőben (1882. I. Jegenye-fürdő ismertetése); a 70-es években a Keletbe, később az Ellenzékbe írt.

## Munkái
- Kolozsvár népesedésének akadályai és javaslatok ezek elhárítására. Kolozsvár, 1880.
- Milyen levegőben alszunk és milyenben kellene aludni, hogy egészségünkre, nem pedig betegségünkre szolgáljon. A dr. Oidtmann hasontárgyú (22 kiadást ért) röpirata fölhasználásával. Kolozsvár, 1882.